# FX8010
Az FX8010 egy DSP architektúra, amelyet valós idejű audióeffektusok lejátszására és kezelésére terveztek. Ezt az architektúrát az E-mu Systems cég fejlesztette ki saját E-mu 10K1 audióprocesszora köré, annak támogatására.
Az architektúra egyik alapvető jellemzője, hogy nem tartalmaz semmilyen elágazási utasítást, hanem ehelyett az egész programot egy „mintára zárt” (sample locked, ahol a sample alatt hangminta értendő) állandó hurokban futtatja, azaz mintánként állandó számú utasítást hajt végre a processzor / program. Az utasítások azonban rendelkeznek feltételes végrehajtás jelzőbittel, ami nem szokatlan technika, mivel egyes RISC processzorok, például az ARM processzorok egyes utasításai is rendelkeznek ezzel a tulajdonsággal. Az FX8010 ennek segítségével biztosítja az állandó futási időt.

## Fordítás
Ez a szócikk részben vagy egészben  a   FX8010 című angol Wikipédia-szócikk ezen változatának fordításán alapul.  Az eredeti cikk szerkesztőit annak laptörténete sorolja fel. Ez a jelzés csupán a megfogalmazás eredetét és a szerzői jogokat jelzi, nem szolgál a cikkben szereplő információk forrásmegjelöléseként.